# Nazionale maschile di baseball del Sudafrica
La nazionale maschile di baseball sudafricana rappresenta il Sudafrica nelle competizioni internazionali, come i Giochi olimpici o i Giochi Panafricani.

## Piazzamenti

### World Baseball Classic
- 2006 : 16°
- 2009 : 16°

### Giochi olimpici
- 2000 : 8°

### Giochi Panafricani
- 1999 : 1°
- 2003 : 1°